# Pandemos godmanii
Pandemos godmanii is een vlinder uit de familie van de prachtvlinders (Riodinidae). De wetenschappelijke naam van de soort is voor het eerst geldig gepubliceerd in 1877 door Hermann Dewitz.